# Sébastien Barras
Sébastien Barras est un peintre et graveur français, né à Aix-en-Provence en 1653 et mort dans la même ville en 1703.

## Biographie
Sébastien Barras est le fils de Brice Barras et de Françoise Jaubert.
Sébastien Barras a montré dès son plus jeune âge des dons de dessinateur. Ses parents étant pauvres, il a été pris sous le patronage de Jean-Baptiste Boyer d'Éguilles, conseiller au parlement d'Aix, qui avait huit ans de plus que lui. Il l'a formé lui-même à la gravure et à la peinture. Voyant ses progrès, le marquis Boyer d'Éguilles l'a alors envoyé en Italie pour parfaire son éducation.
Le marquis Boyer d'Éguilles avait ramené de son voyage en Italie une collection de tableaux et ambitionnait d'aménager l'hôtel Boyer d'Éguilles dont il voulait faire le lieu d'exposition dans un salon d'apparat de sa collection de tableaux de maîtres de Jean-Baptiste Boyer d'Éguilles : Raphaël, Titien, Véronèse, Tintoret, Parmesan, Corrège, Carrache, Rubens.
En revenant d'Italie, Sébastien Barras a fait les peintures des plafonds du nouvel hôtel. Pour le salon d'apparat du rez-de-chaussée, il s'est inspiré du décor du palais Barberini réalisé par Pierre de Cortone. Il représente le Triomphe de la divine Providence ou la Vertu triomphant des Vices. Cette peinture a été perdue. Il a probablement peint une partie des plafonds des salons du premier étage.
Le marquis Boyer d'Éguilles a voulu que ces peintures soient reproduites par gravure. Il a fait venir d'Anvers, en 1690, le graveur en taille-douce Jacques Coelemans (1654-1735). L'ouvrage a été terminé juste avant la mort du marquis et a paru d'abord en 1709. Elle contenait 104 planches, dont 27 en manière noire de Sébastien Barras, 8 du marquis, et les autres gravées en taille-douce par Jacques Coelemans. Une seconde édition est publiée en 1744 chez Pierre-Jean Mariette. Dans cette deuxième édition, il ne reste plus que deux gravures de Sébastien Barras. Quelques années plus tard, le graveur et éditeur de gravures Pierre-François Basan a publié une troisième édition de ce recueil de moindre qualité.
Il est mort en 1703 et a été inhumé à l'église Saint-Sauveur d'Aix-en-Provence.

## Famille
- Brice Barras marié à Françoise Jaubert :
  - Sébastien Barras s'est marié à Aix-en-Provence, dans la paroisse Sainte-Magdeleine, le 23 avril 1691 avec Catherine Orcel, fille d'Augustin Orcel et de d'Anne Issautière[3]. De ce mariage sont nés :
    - Jean-Baptiste Barras, né en 1693 et mort en 1696,
    - Augustin Barras, marié en 1724 avec Marie-Anne Goyrand, fille de Louis Goyrand et d'Anne Brémond,
    - Claire Barras, née en 1696, baptisée à l'église Saint-Sauveur,

  - Jean Barras, témoin au mariage de son frère,
  - Marcelle Barras.